# 朱屺瞻艺术馆
朱屺瞻艺术馆位于上海市虹口区欧阳路580号，是收藏、陈列与研究朱屺瞻艺术的公立美术馆。

## 历史
朱屺瞻艺术馆坐落于上海鲁迅公园东北隅。其建筑由同济大学郑时龄教授设计，于1995年5月5日建成开馆。占地7500平方米，总建面积1500平方米，为江南风格灰墙青瓦的三层建筑。一楼为序厅和贵宾厅，二楼为展览厅，三楼为以朱屺瞻画斋“梅花草堂”为名的学术活动厅。名誉馆长汪道涵，第一任馆长林葆瑞，第二任馆长姚宗强。朱屺瞻将100幅自己在各个不同时期书画代表作、30幅唐至明清古书画藏品、60幅现代书画家作品无偿捐赠给虹口区政府。
2022年，配合鲁迅公园改建，朱屺瞻艺术馆改建了门口的绿地，并将原先馆外大草坪里的朱屺瞻先生铜像移至美术馆门口梅树丛中。

## 交通

### 地铁
- 上海轨道交通8号线曲阳路站
- 上海轨道交通3号线、上海轨道交通8号线虹口足球场站

### 公交
- 100路、751路：欧阳路大连西路站
- 70路、79路、853路、875路、937路、959路、975路：大连西路东体育会路站